# Pimelodendron griffithianum
Pimelodendron griffithianum är en törelväxtart som först beskrevs av Johannes Müller Argoviensis, och fick sitt nu gällande namn av George Bentham och Joseph Dalton Hooker. Pimelodendron griffithianum ingår i släktet Pimelodendron och familjen törelväxter. Inga underarter finns listade i Catalogue of Life.